# Eastwood (Luizjana)
Eastwood – jednostka osadnicza w Stanach Zjednoczonych, w stanie Luizjana, w parafii Bossier.